# Сайто Норіе
Сайто Норіе (яп. 斎藤紀江; нар. 24 жовтня 1978) — японська борчиня вільного стилю, дворазова чемпіонка Азії, бронзова призерка Кубку світу.

## Життєпис
Боротьбою почала займатися з 2000 року.
Виступала за спортивний клуб «Japan Beverage». Тренер — Акіра Судзукі.

## Спортивні результати на міжнародних змаганнях

### Виступи на Чемпіонатах світу
| Змагання                        | Збірна | Вагова категорія          | Місце |
| ------------------------------- | ------ | ------------------------- | ----- |
| Чемпіонат світу з боротьби 2001 | Японія | жіноча боротьба, до 68 кг | 12    |
| Чемпіонат світу з боротьби 2002 | Японія | жіноча боротьба, до 67 кг | 7     |
| Чемпіонат світу з боротьби 2003 | Японія | жіноча боротьба, до 67 кг | 5     |

### Виступи на Чемпіонатах Азії
| Змагання                       | Збірна | Вагова категорія          | Місце  |
| ------------------------------ | ------ | ------------------------- | ------ |
| Чемпіонат Азії з боротьби 2001 | Японія | жіноча боротьба, до 68 кг | 5      |
| Чемпіонат Азії з боротьби 2003 | Японія | жіноча боротьба, до 67 кг | Золото |
| Чемпіонат Азії з боротьби 2004 | Японія | жіноча боротьба, до 67 кг | Золото |

### Виступи на Кубках світу
| Змагання                    | Збірна | Вагова категорія          | Місце  |
| --------------------------- | ------ | ------------------------- | ------ |
| Кубок світу з боротьби 2002 | Японія | жіноча боротьба, до 67 кг | 5      |
| Кубок світу з боротьби 2003 | Японія | жіноча боротьба, до 67 кг | Бронза |
| Кубок світу з боротьби 2004 | Японія | жіноча боротьба, до 67 кг | 6      |

### Виступи на інших змаганнях
| Змагання                   | Збірна | Вагова категорія          | Місце  |
| -------------------------- | ------ | ------------------------- | ------ |
| Кубок Азії з боротьби 2003 | Японія | жіноча боротьба, до 67 кг | Срібло |
| Тестовий турнір FILA 2004  | Японія | жіноча боротьба, до 67 кг | Бронза |